# Doug (Vorname)
Doug ist ein männlicher Vorname und als solcher die Kurzform von Douglas.

## Namensträger
- Doug Altman (1948–2018), britischer Statistiker und Professor für Statistik in der Medizin
- Doug Atkins (1930–2015), US-amerikanischer American-Football-Spieler
- Doug Berry (* 1957), kanadischer Eishockeyspieler
- Doug Bradley (* 1954), britischer Schauspieler
- Doug Caldwell (1928–2022), neuseeländischer Jazzpianist
- Doug Clifford (* 1945), US-amerikanischer Musiker (Schlagzeuger von Creedence Clearwater Revival)
- Doug Cowie (1926–2021), schottischer Fußballspieler
- Doug Dye (1921–2005), neuseeländischer Mikrobiologe
- Doug Everett (1905–1996), US-amerikanischer Eishockeyspieler
- Doug Fieger (1952–2010), US-amerikanischer Musiker und Komponist
- Doug Gilmour (* 1963), kanadischer Eishockeyspieler und -trainer
- Doug Henning (1947–2000), kanadischer Zauberkünstler und Großillusionist
- Doug Hepburn (1926–2000), kanadischer Gewichtheber
- Doug Hutchison (* 1960), US-amerikanischer Schauspieler
- Doug Ingle (1945–2024), US-amerikanischer Rocksänger und -musiker (Iron Butterfly)
- Doug Ireland (1946–2013), US-amerikanischer Journalist und Blogger
- Doug Jones (1937–2017), US-amerikanischer Boxer
- Doug Jones (* 1954), amerikanischer Politiker
- Doug Jones (* 1960), US-amerikanischer Schauspieler
- Doug Kershaw (* 1936), US-amerikanischer Cajun-Fiddle-Spieler
- Doug Lewis (* 1964), US-amerikanischer Skirennfahrer
- Doug Liman (* 1965), US-amerikanischer Filmregisseur, Film- und Fernsehproduzent sowie Kameramann
- Doug Mason (* 1955), niederländisch-kanadischer Eishockeyspieler und -trainer
- Doug McClure (1935–1995), US-amerikanischer Schauspieler
- Doug Moench (* 1948), amerikanischer Autor (Drehbücher, Comics, Romane) und Journalist
- Doug Nolan (* 1976), US-amerikanischer Eishockeyspieler
- Doug Ollerenshaw (* 1979), US-amerikanischer Radrennfahrer
- Doug Peterson (1945–2017), US-amerikanischer Konstrukteur von Segelyachten
- Doug Peterson (* 1953), US-amerikanischer Skilangläufer
- Doug Pinnick (* 1950), US-amerikanischer Rock- und Metal-Bassist und -Sänger
- Doug Ramsey (* 1934), US-amerikanischer Journalist und Jazz-Autor
- Doug Riley (1945–2007), kanadischer Keyboarder, Pianist, Arrangeur, Komponist und Musikproduzent
- Doug Sahm (1941–1999), US-amerikanischer Country-, Blues- und Rockmusiker
- Doug Savant (* 1964), US-amerikanischer Schauspieler
- Doug Scott (1941–2020), britischer Bergsteiger
- Doug Serrurier (1920–2006), südafrikanischer Automobilrennfahrer
- Doug Wimbish (* 1956), US-amerikanischer Bassist
- Doug Woog (1944–2019), US-amerikanischer Eishockeyspieler und -trainer
- Doug Yule (* 1947), US-amerikanischer Rockmusiker
- Doug Zmolek (* 1970), US-amerikanischer Eishockeyspieler